# テオドール・ボヴェリ

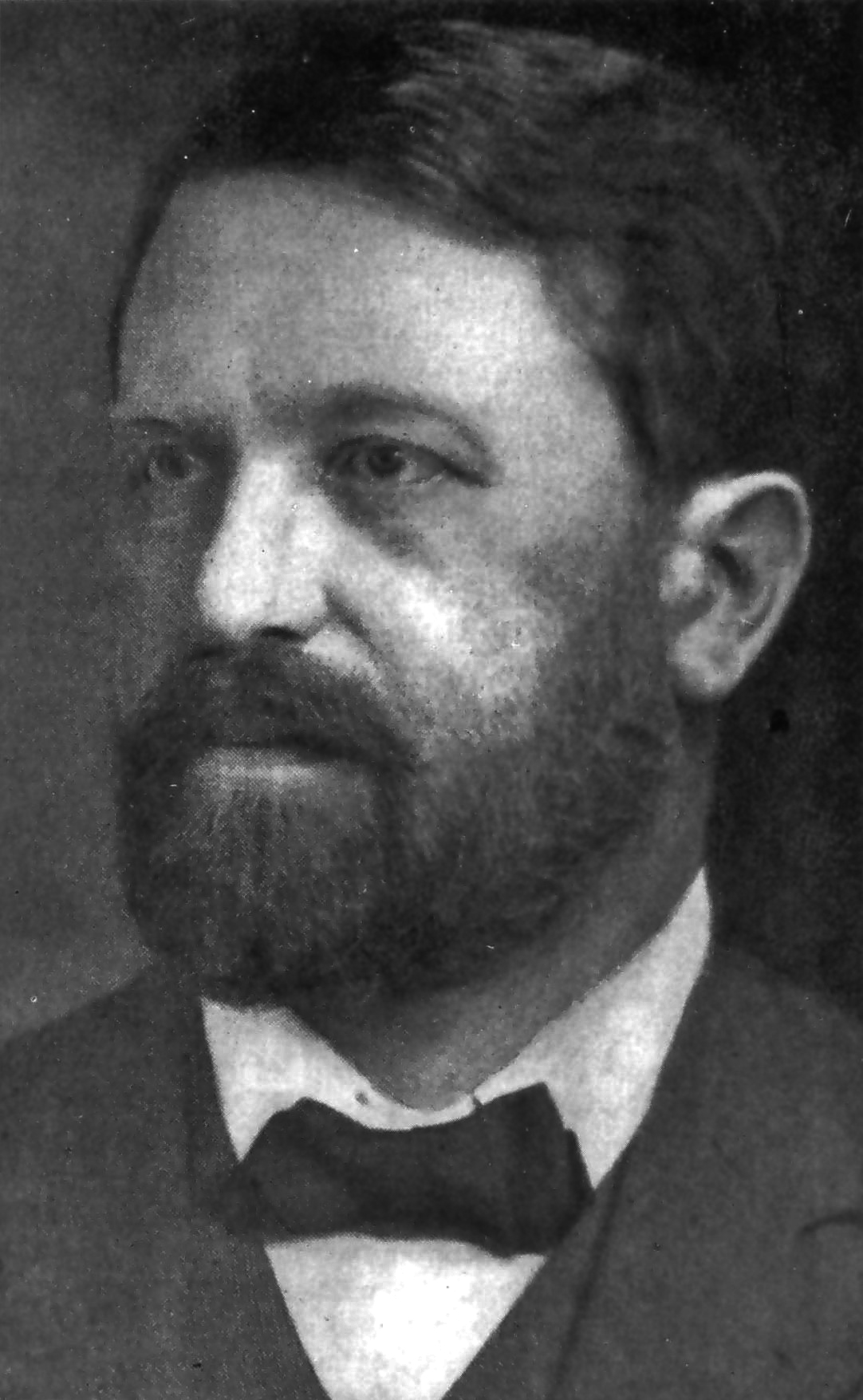
Theodor Boveri

テオドール・ボヴェリ（Theodor Heinrich Boveri, 1862年10月12日 – 1915年10月15日）はドイツの生物学者で、特に染色体の研究で知られる。

## 概要
ウニの研究から、正常な胚発生のためにはすべての染色体が必要であることを示した。また細胞分裂に必要な細胞内小器官である中心体を発見した。これらの研究から、染色体と遺伝との間に密接な関係があるとし、この「遺伝の染色体説」は「サットン・ボヴェリの染色体説」とも呼ばれている。
また、がんは染色体異常を起こしたために分裂を制御できなくなった単一の細胞に起因するとの考え（がんの染色体説）を提出した。20世紀後半におけるがん遺伝子の発見によって、細胞のがん化は特定の少数の遺伝子の異常によるとする説（遺伝子説；染色体異常はむしろがん化の結果と考える）が有力であったが、最近になって染色体説も正しいとする議論が有力となりつつある。